# Vitesse de libération
Ne pas confondre avec la vitesse de satellisation minimale.
 (janvier 2021).
Si vous disposez d'ouvrages ou d'articles de référence ou si vous connaissez des sites web de qualité traitant du thème abordé ici, merci de compléter l'article en donnant les références utiles à sa vérifiabilité et en les liant à la section « Notes et références ».
La vitesse de libération, vitesse d'évasion, d'échappement ou parabolique est, en physique, la vitesse minimale suffisante pour échapper à l'attraction gravitationnelle d'un astre (planète, étoile, etc.),. 
Cette vitesse est d'autant plus importante que la masse de l'astre est importante et que l'objet est proche de son centre. Relative à l'astre, c'est une valeur scalaire (sa direction ne joue aucun rôle). 
L'expérience de pensée du canon de Newton illustre le concept de vitesse de libération. En propulsant un projectile à une vitesse suffisante, appelée vitesse de satellisation minimale, il décrira une orbite circulaire. Si l'on augmente cette vitesse, l'orbite devient elliptique, de plus en plus allongée, et lorsque l'on atteint la vitesse de libération, la trajectoire est une parabole (orbite qui ne se referme qu'à l'infini). Au delà, elle devient une hyperbole.
À la surface de la Terre, la vitesse de libération est de 11,2 km/s (soit 40 320 km/h). Par comparaison la vitesse de satellisation minimale autour de la Terre est de 7,9 km/s (soit 28 440 km/h). Les vitesses de libération depuis la surface du Soleil, de la Lune et de Mars sont respectivement de 617,5 km/s, 2,4 km/s et 5 km/s. 
La vitesse de libération est un concept utilisé en mécanique céleste, physique et astronautique.

## Contre-sens fréquent
La vitesse de libération est souvent définie, à tort, comme étant la vitesse minimale qu'une fusée doit atteindre pour échapper de la gravité terrestre. Ceci serait vrai concernant un projectile balistique, comme le boulet d'un canon, mais cela est faux dans le cas d'un véhicule auto-propulsé. On trouve, par exemple, cette erreur dans le glossaire pour l'aéronautique établi par le ministère de la culture.
Contrairement aux projectiles qui suivent des trajectoires balistiques, un objet capable d'une poussée permanente serait, lui, théoriquement capable d'échapper à l'attraction dès lors que cette poussée équilibrerait exactement la force de gravité. Son mouvement serait alors rectiligne uniforme, et atteindrait l'infini à une vitesse constante, arbitrairement petite. Une expérience plus réaliste serait d'exercer une poussée minime mais constante depuis une orbite circulaire: le véhicule suivrait alors une trajectoire spirale, s'éloignant de la Terre, tout en réduisant sa vitesse, et in fine, s'échappant.
La vitesse de libération est ainsi une condition suffisante, mais non nécessaire pour qu'un véhicule spatial échappe à la gravité d'un astre.

## Expression physique
De façon générale, pour un objet placé dans un champ de gravité d'un astre (possédant une symétrie sphérique de la répartition de sa masse, une approximation généralement valable pour une planète ou une lune d'un diamètre supérieur à quelques centaines de km), la vitesse de libération {\displaystyle v_{l}} prend la valeur suivante :
{\displaystyle v_{l}={\sqrt {\frac {2GM}{R+d}}}={\sqrt {\frac {2\mu }{R+d}}}}
avec :
- {\displaystyle G} est la constante gravitationnelle : {\displaystyle G=6,673\ 84(80)\times 10^{-11}\ {\mbox{m}}^{3}\ {\mbox{kg}}^{-1}\ {\mbox{s}}^{-2}} ;
- {\displaystyle M} est la masse de l'astre ;
- {\displaystyle R} est le rayon de l'astre ;
- {\displaystyle d} est la distance de l'objet à la surface de l'astre ;
- {\displaystyle \mu } est le paramètre gravitationnel standard associé à la masse de l'astre : {\displaystyle \mu =GM}.

On note que:
- La vitesse de libération d'un astre augmente lorsque la masse de l'astre (M) augmente ou lorsque son rayon (R) diminue. Plus l'astre est massif ou dense, plus la vitesse de libération est importante. De même, la vitesse de libération diminue lorsque l'altitude, d, augmente.
- La vitesse de libération est une quantité scalaire et non vectorielle : elle spécifie juste une amplitude, pas une direction. Un objet qui se déplace à la  vitesse de libération peut échapper au champ de gravitation quelle que soit sa direction initiale (dans la mesure où la trajectoire ne rencontre pas la surface de l'astre). Elle ne dépend pas non plus de la masse de l'objet, seulement de celle de l'astre.

La vitesse de libération est, par ailleurs, la vitesse à laquelle un objet situé à l'infini et animé d'une vitesse initiale nulle atteindra la surface de l'astre. Une météorite s'écrasant sur un astre dépourvu d'atmosphère comme Mercure percutera la surface au minimum à la vitesse de libération de cette planète (4,3 km/s). Dans le cas de la Terre la vitesse de la météorite sera plus ou moins réduite (en fonction de sa taille, forme) par l'atmosphère avant de percuter le sol.

## Calcul par application du principe de la conservation d'énergie
Le calcul de la vitesse de libération peut être effectué en utilisant le principe de la conservation de l'énergie. On se place dans un référentiel galiléen lié à l’astre créant le champ gravitationnel, et on suppose que l’objet n'est soumis qu'à la force gravitationnelle qui est une force conservative. Dans ce référentiel l'énergie mécanique du corps est constante au cours du temps.
L'énergie mécanique du corps plongé dans un champ gravitationnel est la somme de son énergie cinétique {\displaystyle E_{c}} et de son énergie potentielle  {\displaystyle E_{p}} avec :  
{\displaystyle E_{c}={\frac {1}{2}}mv^{2}} → Énergie cinétique d'un corps de masse m se déplaçant à la vitesse v
{\displaystyle E_{p}=-{\frac {GMm}{D}}} → Énergie potentielle d'un corps de masse m à une distance D de l'astre  de forme approximativement sphérique de masse M dans son champ de gravitation
L'énergie mécanique d'un corps animé exactement de la vitesse de libération par rapport à un astre est calculée en deux points de sa trajectoire : dans sa position initiale (notée pi) lorsqu'il se trouve dans le champ gravitationnel de l'astre à une distance R de celui-ci et dans sa position finale (pf) lorsqu'il se trouve à une distance infinie de l'astre et qu'il a échappé à l'attraction de celui-ci.
Dans sa position finale (pf) :
- la vitesse du corps est nulle par définition de la vitesse de libération, donc l'énergie cinétique est nulle

{\displaystyle E_{cf}=0}
- l'énergie potentielle dans le champ de gravitation de l'astre est nulle puisque l'objet a échappé à celui-ci

{\displaystyle E_{pf}=0}
En application de la loi de la conservation de l'énergie, l'énergie mécanique de l'objet dans ses positions initiale et finale est identique : 
{\displaystyle E_{ci}+E_{pi}={\frac {1}{2}}mv_{i}^{2}-{\frac {GMm}{R}}=E_{cf}+E_{pf}=0}
La vitesse du corps correspondant à la vitesse de libération est donc celle qui satisfait à l'équation :
{\displaystyle {\frac {1}{2}}mv_{i}^{2}-{\frac {GMm}{R}}=0}
Les masses m se simplifient et on obtient ainsi la vitesse de libération.
{\displaystyle v_{l}={\sqrt {\frac {2GM}{R}}}}

## Calcul en intégrant le travail de la force de gravité de la surface à l'infini
La force gravitationnelle subie par le corps considéré ci-dessus est: {\displaystyle F={\frac {GMm}{r^{2}}}}
Le travail fourni pour déplacer ce corps d'une distance {\displaystyle dr} contre cette force valant {\displaystyle dW=F\,dr={\frac {GMm}{r^{2}}}\,dr},
le travail total nécessaire pour déplacer le corps de la surface de la Terre à l'infini vaut:
{\displaystyle W=\int _{R}^{\infty }{\frac {GMm}{r^{2}}}dr={\frac {GMm}{R}}}
Afin d'atteindre l'infini, l'énergie cinétique minimale du corps au départ doit égaler ce travail, donc la vitesse de libération vl satisfait:
{\displaystyle {\frac {1}{2}}mv_{l}^{2}=W={\frac {GMm}{R}}}
d'où le résultat:   {\displaystyle v_{l}={\sqrt {\frac {2GM}{R}}}}
C'est là la vitesse de libération à la surface de la Terre. En remplaçant R par R + h, on obtient la vitesse de libération pour toute altitude h.

## Objets compacts et trous noirs
Le calcul précédent, réalisé dans le cadre de la mécanique classique, n'est valable que pour les vitesses de libération très inférieures à la vitesse de la lumière. On utilise une approximation de l’énergie cinétique valable uniquement pour les faibles vitesses. Dans les domaines où elle est appliquée généralement (mouvement des astres ou des engins spatiaux), cette approximation est suffisante.
Au voisinage d'une étoile à neutron ou d'un trou noir, il faut avoir recours à la relativité générale. Le rayon de Schwarzschild correspond à point où la vitesse de libération est égale à la vitesse de la lumière. Ceci définit un trou noir: corps qui est condensé à l'intérieur de son rayon de Schwarzschild.

## Exemples de vitesses de libération

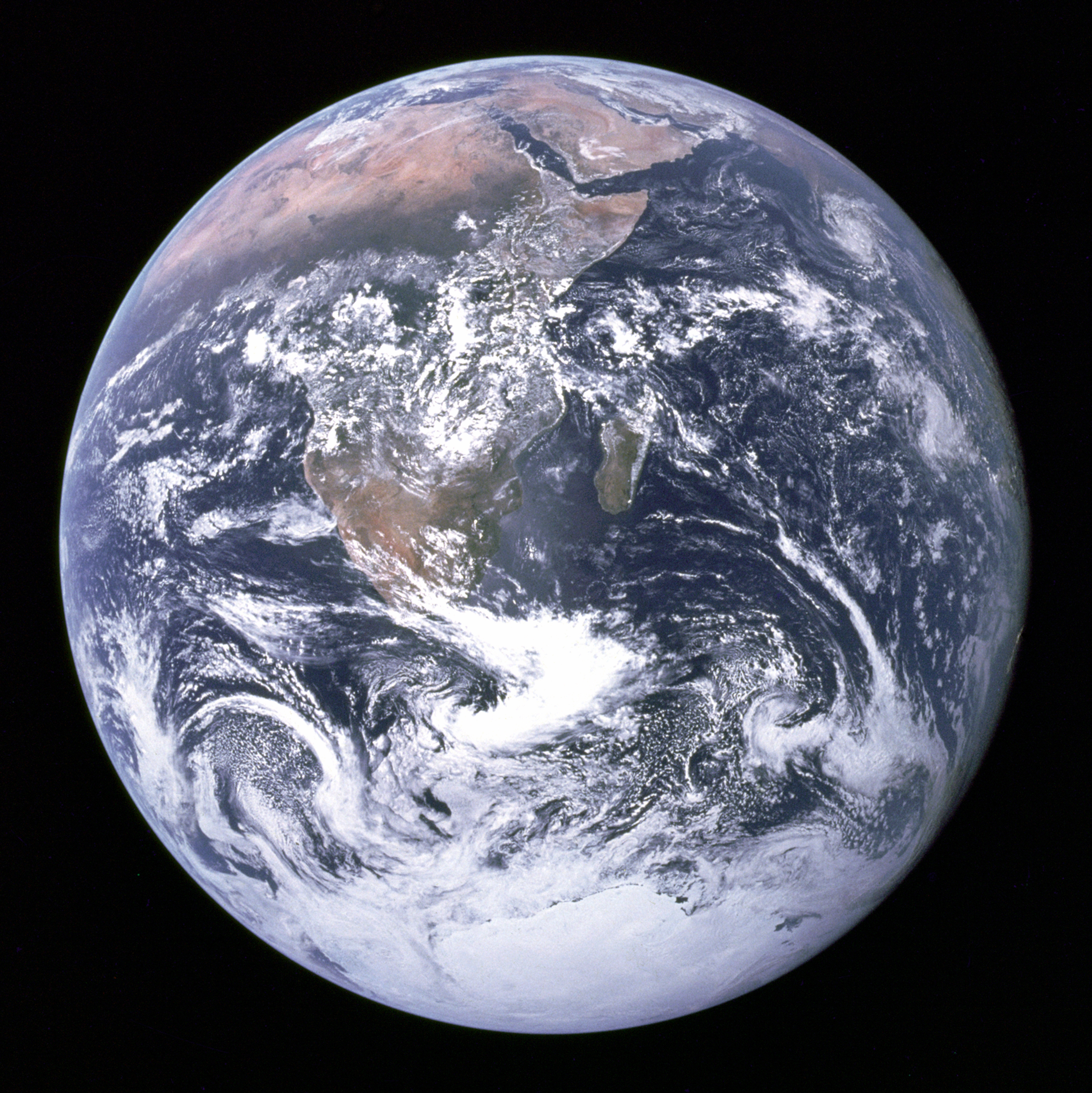
La Terre vue d'Apollo 17. Pour échapper à son attraction depuis sa surface, une vitesse de libération de 11.2 km/s (environ 40320 km/h) est requise. Par contre, une vitesse de 42.1 km/s est nécessaire pour échapper à l'attraction du Soleil (et quitter le système solaire) depuis la même position.

La vitesse de libération d'un corps quittant la surface de la Terre, dite aussi deuxième vitesse cosmique, est de l'ordre de 11,2 km/s (soit environ 40 000 km/h) par rapport à un référentiel inertiel géocentrique. Par comparaison, celle de Jupiter est de 59,5 km/s. Un objet ayant échappé à l'attraction gravitationnelle de la Terre se trouve placé dans le champ gravitationnel du Soleil : si sa vitesse est égale à celle de la vitesse de libération de la Terre il va circuler sur une orbite héliocentrique (autour du Soleil) quasi identique à celle de la Terre. Pour que cet objet puisse quitter le Système solaire c'est-à-dire échapper à l'attraction du Soleil, il doit atteindre la troisième vitesse cosmique, qui est de l'ordre de 42,1 km/s par rapport à un référentiel inertiel héliocentrique (c'est-à-dire si l'objet reste fixe par rapport au Soleil ce qui correspond à une situation uniquement théorique) et de 16,6 km/s par rapport à un référentiel géocentrique (lié à la Terre) c'est-à-dire si l'objet circule sur une orbite héliocentrique identique à celle de la Terre. Le système solaire est lui-même en orbite autour du centre de notre galaxie, la Voie lactée. Un objet échappant à l'attraction du Soleil se trouvera donc en orbite autour de la Voie lactée.
Le tableau suivant recense quelques exemples de vitesses de libération nécessaires pour échapper à l'attraction de certains objets.
| Objet posé à la surface de1 | Pour échapper à l'attraction de | Vitesse de libération (Ve) (km/s) | Objet situé au niveau de l'orbite de | Pour s'échapper à l'attraction de | Vitesse de libération si objet statique2 | Vitesse de libération si objet circule sur une orbite héliocentrique |
| --- | ------------------------------- | --------------------------------- | ------------------------------------ | --------------------------------- | ---------------------------------------- | -------------------------------------------------------------------- |
| Soleil | Soleil                          | +0617,5                           |                                      |                                   |                                          |                                                                      |
| Mercure | Mercure                         | +0004,3                           | Mercure                              | Soleil                            | +0067,7                                  |                                                                      |
| Vénus | Vénus                           | +0010,3                           | Vénus                                | Soleil                            | +0049,5                                  |                                                                      |
| Terre | Terre                           | +0011,2                           | Terre                                | Soleil                            | +0042,1                                  | 16,6                                                                 |
| Lune | Lune                            | +0002,4                           | Lune                                 | Terre                             | +0001,4                                  |                                                                      |
| Mars | Mars                            | +0005,                            | Mars                                 | Soleil                            | +0034,1                                  |                                                                      |
| Jupiter | Jupiter                         | +0059,5                           | Jupiter                              | Soleil                            | +0018,5                                  |                                                                      |
| Ganymède | Ganymède                        | +0 0003,                          |                                      |                                   |                                          |                                                                      |
| Saturne | Saturne                         | +0035,6                           | Saturne                              | Soleil                            | +0013,6                                  |                                                                      |
| Uranus | Uranus                          | +0021,2                           | Uranus                               | Soleil                            | +0009,6                                  |                                                                      |
| Neptune | Neptune                         | +0023,6                           | Neptune                              | Soleil                            | +0007,7                                  |                                                                      |
| Pluton | Pluton                          | +0 0001,                          |                                      |                                   |                                          |                                                                      |
| |                                 |                                   | Système solaire                      | Voie lactée                       | ~+1 000,                                 |                                                                      |
| 1Pour les planètes gazeuses, la surface est définie par certaines conventions (pour Jupiter pression atmosphérique = 1 bar) 2Situation théorique : un objet sans vitesse serait précipité vers le Soleil |                                 |                                   |                                      |                                   |                                          |                                                                      |

## Applications

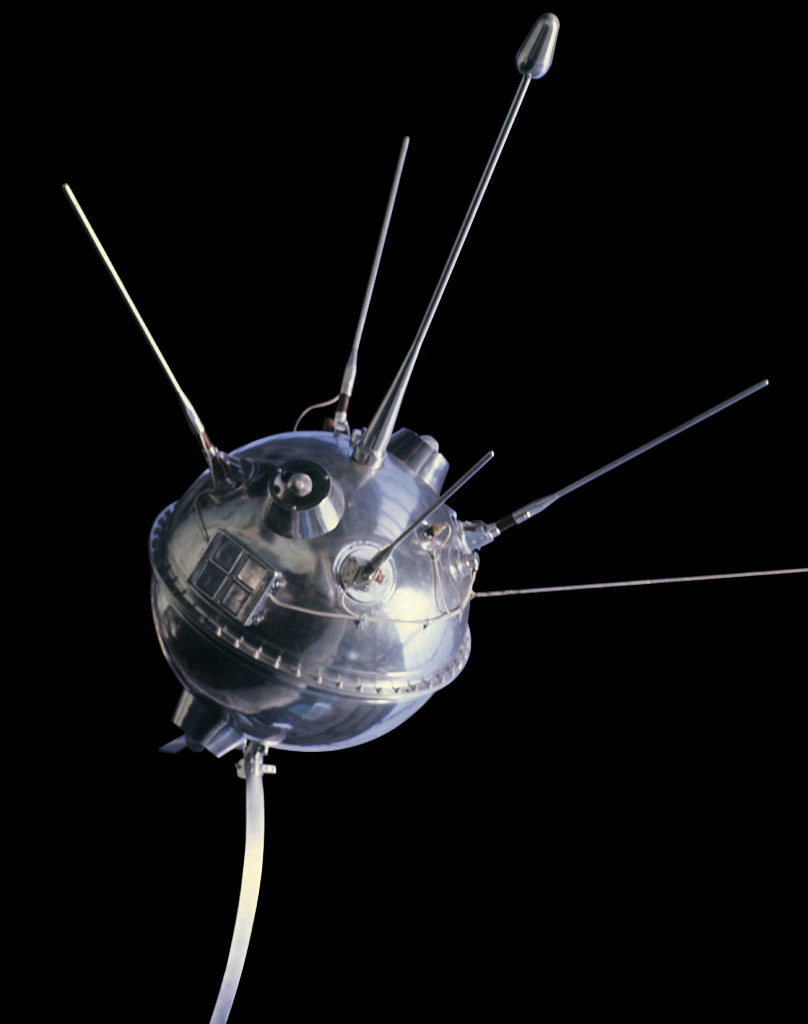
Luna 1, en 1959, est le premier objet propulsé au delà de la vitesse de libération terrestre.

### Physique - planétologie
Une condition pour qu'une planète ou satellite d'une planète puisse retenir une atmosphère est que la vitesse thermique de ses atomes soit inférieure à la vitesse de libération. Puisque l'énergie thermique des atomes et des molécules est proportionnelle à leur masse, les atomes et molécules les plus léger auront plus de facilité à s'échapper,. Ce processus est la photo-évaporation. Ainsi:
- La Terre a pu conserver une atmosphère, contrairement à la Lune, grâce à sa plus grande gravité.
- Vénus, la Terre et Mars ont une atmosphère composée principalement de carbone, d'azote et d'oxygène parce que leur masse moléculaire (>12 g/mol) est plus lourde que celle de l'hydrogène (H) ou de l'hélium (He) (<4 g/mol).
- Malgré la taille comparable de Mars et Mercure, cette dernière a perdu son atmosphère à cause de sa température plus élevée.

### Astronautique
D'un point de vue historique la sonde spatiale soviétique Luna 1, conçue pour survoler la Lune et lancée en 1959, a été le premier objet artificiel à avoir été propulsé au delà de la vitesse de libération terrestre. Certaines sondes spatiales soviétiques du programme Luna et les modules lunaires du programme Apollo ont décollé du sol lunaire et échappé à l'attraction de celle-ci. 
Les vaisseaux du programme Apollo n'ont pas eu besoin d'atteindre tout à fait la vitesse de libération de la Terre, puisque la Lune se trouve dans le champ d'attraction de la Terre.
Enfin plusieurs sondes spatiales de la NASA (Pioneer 10, Pioneer 11, Programme Voyager, New Horizons) disposent d'une vitesse suffisante pour échapper à l'attraction du Soleil dans quelques dizaines de milliers d'années. Aucun lanceur existant n'est suffisamment puissant pour lancer une sonde spatiale de quelques centaines de kg à une vitesse de libération lui permettant d'échapper à l'attraction du Soleil. Ces missions ont dû avoir recours à l'assistance gravitationnelle de planètes pour atteindre la vitesse nécessaire.